# Santa Cruz de la Sierra
För andra betydelser, se Santa Cruz de la Sierra (olika betydelser).
Santa Cruz de la Sierra, vanligen kallad Santa Cruz, är huvudstad i departementet Santa Cruz i Bolivia. Staden, som har en beräknad folkmängd av cirka 1,6 miljoner (2010), är landets största enskilda stad. Dock har storstadsområdet runt La Paz och El Alto något fler invånare totalt. Santa Cruz ligger i Amazonas flodområde i den östra delen av landet.

## Historia
Santa Cruz de la Sierra grundades första gången 26 februari 1561 av Ñuflo de Chávez som gav platsen sitt namn, som betyder Bergens heliga kors, till minne av sin födelsestad Santa Cruz de la Sierra i Extremadura i Spanien. Den ursprungliga staden byggdes 220 kilometer öster om sitt nuvarande läge, bara några få kilometer söder om dagens San José de Chiquitos. Efter konflikter med den indianska befolkningen flyttades staden till sitt nuvarande läge vid kanten av Piraí 1592. Kvarlämnor av den ursprungliga bosättningen kan ses i Santa Cruz la Vieja ("Gamla Santa Cruz"), en arkeologisk plats söder om San José de Chiquitos.
Efter att staden flyttades blev den under två århundraden ett viktigt mål för Jesuitorden och andra kristna missionärer på väg till Chiquitos och Moxos. Under den perioden växte Santa Cruz sakta men det var inte förrän 100 år efter att Bolivia blev självständigt som staden började att bli en viktig del av landets historia. Acrekriget mot Brasilien i början av 1900-talet, Chaco-kriget mot Paraguay på 1930-talet och civil olydnad tvingade regeringen att rikta blickarna mot öster för att tillsätta resurser till de lokala regeringarna och förbättra kommunikationerna.

## Klimat
Klimatet är tropiskt med en årlig medeltemperatur på omkring 21 grader Celsius. Även om temperaturen generellt är hög året runt så kan kalla vindar, surazos, från argentinska pampas blåsa in under vintern och sänka temperaturen avsevärt. Den mesta nederbörden faller under januari och februari.

## Ekonomi
Santa Cruz sammanbands med en väg till Cochabamba på 1950-talet och senare med en järnväg till Brasilien, vilket bidrog till ekonomisk och demografisk tillväxt. En stadig utveckling av infrastrukturen, med bland annat flygplatsen Viru Viru International Airport, liksom en fortsatt invandring gjorde staden till det viktigaste industriella och kommersiella centrumet i Bolivia. Idag är Santa Cruz inte bara den mest befolkade staden i landet, utan även den rikaste med 30 procent av landets BNP. De största näringarna i staden är kolväteproduktion och jordbruk.

## Demografi
1810 hade Santa Cruz 10 000 invånare och 100 år senare 18 000 vilket innebar att det fanns markområden omfattande 10 000 hektar per person. Senare växte staden befolkningsmässigt framför allt beroende på tre faktorer:
- En enorm inflyttning på grund av olika kriser i fattiga departement i landet.
- Familjerna växte för att klara av den rika tillgången på mark. I många familjer fanns nio familjemedlemmar.
- En allmän inflyttning från övriga Bolivia till Santa Cruz.

### Befolkningsutveckling
| År   | Invånare  |
| 1810 | 10 000    |
| 1910 | 18 000    |
| 1955 | 57 000    |
| 1976 | 325 000   |
| 1992 | 697 000   |
| 2001 | 1 029 471 |
| 2005 | 1 344 626 |
| 2010 | 1 616 063 |